# غفور صادقی خلخالی
غفور صادقی گیوی مشهور به خلخالی نمایندهٔ خلخال در اولین دوره مجلس شورای اسلامی بود. وی برادر صادق خلخالی، نمایندهٔ قم در آن دوره مجلس بود.